# バウ (漫画)
『バウ』は、テリー山本が「ビッグコミックスペリオール」（小学館）に連載していた青年漫画。単行本は全11巻。本稿では、1993年10月14日から1994年9月22日までテレビ朝日系列、日本アニメーション制作のアニメ作品、『平成イヌ物語バウ』についても説明する。

## あらすじ
お調子者でトラブルメーカーな犬のバウと、彼を取り巻く犬神家の住人達を主軸に展開される一話完結式のコメディ。物語中盤からはサブ（近藤三郎）の朝子への恋心と、二人の関係の変化にも焦点が当てられるようになる。
また、原作とアニメ版（原作の連載中に放映が終了）では結末が大きく異なっている。
アニメ版では最終的にバウが犬神家から失踪。数年後、中学生に成長したさやかが修学旅行先で野良犬に戻ったバウを偶然目撃するもすぐにいなくなってしまったことから見間違いと思い、再会を果たすことはなかった。
原作でもバウが失踪する展開が比較的長期に渡って描かれたもののこちらは紆余曲折あって犬神家に帰還し、最終回までさやかたちと共に暮らしている。

## 登場人物
声優名はアニメ版のもの。

### 犬神家
バウ声 - 園部啓一
本編の主人公であるブルテリア系の雄犬。連載開始からしばらくの間は名前で呼ばれることのない状態が続いたが、自身の『バウ』という鳴き声が由来となり、さやかによってその名を付けられる。初登場の時点で首輪をつけていたことから、過去に飼い犬生活の経験があった模様。
売れない漫画家（倉元）の住むアパートの一室に突如として現れ、しばらく彼の部屋に居候。その後はとある小学校の教室に住み付き、生徒らの世話になる。当初は土日になると、生徒が当番制で自宅に連れ帰り面倒を見ることになっていたが、いつの間にか犬神家に入り浸り、以降は犬神家に腰を据える。
性格は大胆不敵、自由奔放、天真爛漫。非常に食い意地が張っており、食べ物を目にすれば最後、全て食べきらなければ満足しないタイプで、勢い余って他者の分まで横取りしてしまう程。こういった図々しさは食欲に限らず度々発揮され、劇中では様々な問題を引き起こしている。時には自らトラブルに首を突っ込んでいく事も。基本的に自分の好きなように生きるお調子者であるが、一方で捨て猫を拾って面倒を見るなど、他を思いやる一面が描かれることもある。
物語後半で近所に住んでいたアイドル犬のダイアナと恋に落ち、4児の父となる。コメディリリーフとしての立ち回りに変わりはないが父親としての自覚はあるようで、我が子の危機には身を挺して体を張るなど、相応の活躍を見せている。
犬神さやか（いぬがみ さやか）
声 - 本多知恵子
小学3年生の少女。登場当初からバウを気に入っており、一緒に暮らすようになってからは大の仲良しとなる。
年相応のわがままさを見せることもあるが、根は芯の強いしっかり者でもあり、大人気ない父親を戒めたり窘める場面も多い。
おばあちゃんっ子で、祖母はさやかにとにかく甘い。大五郎の目の上のたんこぶである祖母がこのような調子なので、さやかが実質の犬神家最強権力者のように描かれることもままある。
犬神大五郎（いぬがみ だいごろう）
声 - 青森伸
犬神組組長にして、さやかの父親。初登場回にて他の組員から命を狙われ発砲されるが、寸での所でバウに命を救われた。
娘を溺愛している反面、彼女がかわいがるバウとは犬猿の仲。「駄犬」呼ばわりするなど喧嘩が絶えないものの、バウを認めている場面や台詞もあり、心底嫌いあっているわけではない。大人気ない性格だが、義理堅く人情味にあふれている。
テレビや車など高価なものをバウが原因で破壊されても、笑って許せるなど（例外はあり）金持ちゆえに凄まじく物を大事にしない。このことでしばしば頑固な母（さやかの祖母）と対立し口論に至っている。母には頭が上がらず、こそこそ陰口を叩く毎日である。
初登場時以外、劇中で暴力団らしい言動を見せていないのだが、これに関してはいつの間にかカタギになっていたことが物語終盤に明かされている。
近藤三郎（こんどう さぶろう）声 - 荒川太郎
大五郎の片腕的存在。通称サブ。初登場時はかなり老け顔なキャラクターデザインであったが、連載を重ねるごとに20代後半～30代前半の容姿に落ち着いた。
彼以外に犬神組構成員と見られる人材は、少なくとも作中では確認できない。そのため、大五郎から雑用などを一身に押しつけられてしまう薄幸な男であった。
しかし物語中盤の朝子との出会いから一転、彼の奮闘がクローズアップされることになり、バウとは違った形での「もう一人の主人公」とも言える活躍を見せるようになる。
大五郎の母声 - 京田尚子
大五郎の母親で、さやかの祖母。しつけにうるさい性格で、バウらに厳しい生活指導をお見舞いした。その後も度々犬神家を訪れては、世話を焼きに来ている。
シェーン声 - 飛田展男
バウが犬神家にやってきた頃から飼い始められた、アフガンハウンドの雄犬。
USAチャンピオン犬として大五郎から過剰に上品な振舞いを要求されるが、バウに感化されやんちゃ化する。その後も上品な振舞いは見られず、気ままな生活を送っていた。見た目の優雅さとは裏腹に、運動神経は皆無。
ブーマー
バウに付きっきりのさやかに嫉妬した大五郎が、娘の気を引くために飼い始めたセントバーナードの雄犬。
初登場時は全くの無表情で、何を考えているのかさっぱりわからない奇妙なキャラクターだったが、徐々に表情が豊かに。セントバーナードの中でもかなりの巨体で、バウ以上の大食漢。普段は寝ていることが多いが、いざという時には行動的。
チャー、シュー、メン声 - 仲須友香、栗田朋子、佐々木智恵
第2巻から第6巻まで登場。3匹揃ってダンボールに捨てられているところを、バウに拾われた子猫。名付け親はさやか。縞模様がチャー、白と黒の毛並がシュー、白一色の毛並がメン。犬神家のマスコット的存在だったが、第6巻16話を最後に何の説明もなく出番が全くなくなっている。

### 第1巻 - 第6巻
倉元（くらもと）声 - 飛田展男
第1話から登場した売れない漫画家。
突如、アパートの自室に出現したバウに居座られ、様々な形で原稿執筆を妨害されてしまう。それでも彼にとってバウとの共同生活はまんざら悪いものでもなかったのか、ラーメンをおごったり（実際の犬に対しては危険な行為）散歩に連れて行ったり小屋を作ったりと、倉元本人は飼っていると自認してはいないが、飼い犬に対する最低限の気配りは行っている。
やがてバウとの共同生活の中で彼の漫画の評判が上がり、漫画家人生初の原稿料をもらうことに。前祝いにとバウを巻き込んで飲んだくれ酔っ払う中で、「九州男児の名が泣くたい」と九州出身と思わせる台詞が存在する。
バウが犬神家に身を置いてからしばらくは出番がなかったが、後に売れっ子漫画家に成長し再登場。バウとはやはり縁があったのか、とある公園で互いに存在に気づかないまま再度急接近する。
ドクター長松（ドクターながまつ）
第6巻から登場。バウを実験台に様々な発明を開発する、迷惑な発明家。胡散臭い目で見られることを嫌うが、彼の作る発明品そのものがまさに胡散臭い。今まで自分を馬鹿にしてきた連中を見返そうと奮闘する。
畑山（はたけやま）
ドクター長松の助手で、彼の唯一の協力者。真面目に長松のサポートをこなすが、一度しょうもないダジャレを披露した際、長松から眼鏡が叩き割れるほどの暴行を食らっている。
矢野朝子（やの あさこ）
第6巻から登場。会社勤めのOLで、友人らと昼休みにバレーボールで遊んでいる中でサブと出会う。
大変大らかで心優しい性格。当初、サブとはお友達程度の付き合いだったが、サブが大阪で行方をくらまし一ヶ月も音沙汰のない状態が続いた事件をきっかけとしてか、少しずつ距離が縮まっていく。その後も様々な出来事を通じサブとの仲を深めていった。
紀子（友人A）
朝子の友人。ロングヘアーに眼鏡の風貌。朝子とサブの仲を特に気にかけていた。紀子（B）の空気の読めない発言に対し「しっ！」と口に指をあて黙らせるのがお約束。
紀子（友人B）
紀子（A）同様、朝子の友人。鼻の隣にある大きなホクロが特徴的。作中では何故か二人とも同じ名前で呼ばれている。事あるごとに空気の読めない発言を連発する。

### 九州 - 大阪編（第6巻第17話 - 第8巻第3話）
サブと朝子のデートを台無しにしたバウはサブの本気の怒りを買い「二度とその面を見せるんじゃねえ!!」と怒鳴られる。家に帰るに帰れず、ひょんなことからトラックの荷台に乗り込んでしまったバウは、なんと東京からはるか遠く九州は長崎にまでたどり着いてしまった。果たしてバウは東京の犬神家に戻れるのか。

### 九州編
大貫
昼はハウステンボスで造園業、夜は母親の屋台の手伝いをしている青年。ハウステンボスで捨て犬扱いされていたバウを助け、自宅で預かってくれた。
千春
博多の夜の屋台「千春ちゃん」の店長。大貫の母。「千春ちゃん」の名物はオコゼ料理であり、千春本人も顔がオコゼにそっくり。タダ飯にありついて居候するバウには、店の宣伝でアルバイトをさせていた。
米村
東京から単身赴任で博多に来ていたサラリーマン。人付き合いが下手で友達も出来ず、「千春ちゃん」に来ては一人辛気臭く飲んでいた。そこでバウが東京の犬であると知り大喜び。バウと意気投合し「義兄弟」とまで呼ぶようになり性格も明るくなる。仕事の都合で大阪に行くことが決まり、バウは少しでも東京に近づくならと同行させてもらう。

### 大阪編
テレビで偶然、博多にバウがいることを知った犬神家一同は急いで「千春ちゃん」に向かうが、バウはすでに米村と共に大阪に向かっていた。一方バウをバッグに詰め新幹線で大阪に向かう米村は、眠っている間に新大阪で置き引きに遭いバッグを盗まれてしまう。米村に会いさえすれば一件落着だと安心しきっていた犬神家一同だったが、置き引きに遭ったことを知り意気消沈。サブは一人大阪に残り、バウを探しだしてみせると提言する。さやかと大五郎を東京に帰し一人張り切るサブの前に、今にもトラックに轢かれそうな酔っ払いが。サブは酔っ払いを助けるが、代わりに自分が撥ねられてしまう。二週間後、腹を減らしたバウが旨そうな匂いを嗅ぎつけ駆け込んだのはお好み焼き屋「いさみや」。なんとそこで出会ったのは事故のショックで記憶喪失になったサブであった。
チエ
「いさみや」の看板娘。腹を空かした野良猫や野良犬に食べ物をあげる、優しい女性。記憶喪失になったサブを甲斐甲斐しく看護し、いつしかサブに淡い恋心を抱くようになる。
チエの父
サブが助けた酔っ払い。「いさみや」の店長。サブが身分証明になるものを何一つ持っていなかったためどうすることもできずにいたが、「全て自分が蒔いた種だ。」と責任を感じ、サブの記憶が戻るまで面倒を見ることを決意する。

### 第9巻以降
ダイアナ
第9巻から登場。犬神家の近所の早坂家で飼われていた雌犬。町中の雄犬達が毎日貢物を持ってくるほどの美犬で、飼い主から溺愛されている。外に滅多に出してもらえず、自由を夢見ていた。そんな中出会ったのが、まさに自由を絵に描いたような犬、バウ。両者は互いに惹かれ合い、バウによって夜中に家から連れ出される。
早坂（はやさか）
ダイアナの飼い主。初登場時前後からすでにニューヨークへの転勤が決まっていた。
ダイアナを「娘」として溺愛、危険だからとほとんど外には出さない。そのかわいい娘が子供を孕んだとあって激しく動揺。ニューヨークにダイアナだけならまだしも子犬まで連れて行く余裕はなかった。当初は会社の上司から2週間預かったバウそっくりの雄犬が孕ませたものと思い込み、産まれてくる子犬の処分をバウに押し付けてしまおうと、犬神家に殴りこんでしまう。が、後に冷静さを取り戻し、さやかに自分のその卑劣な行いを詫びている。ダイアナの子が紛れもないバウとの愛から産まれたものだと分かり、心から実直な気持ちで犬神家に4匹の子を託す。
バニラ、ショコラ、ココア
バウとダイアナの間に産まれた3匹の雌犬。白毛がバニラ、ブチがショコラ、茶色がココアである。名付け親はさやか。とにかく元気で3匹揃っていつでもはしゃいでいる。純粋無垢な子犬達だが、所々で父親似な一面を見せる。
ピーちゃん
4匹目の子犬で性別は雄。常にボーっとしており、4匹の中では浮いた存在。大五郎曰く存在感の無い犬で、時に思いも寄らぬ奇行に出る事もあり、窮地に陥ると凄まじい甲高さで「ピギィーーー!!!」と鳴く。 一度、この鳴き声で人類を滅亡の危機から救っている。
大山茂男（おおやま しげお）
第10巻から登場。大五郎の少年時代からの悪友で巨大なアフロ頭が特徴。大五郎に似た大人気ない性格で、事あるごとにつまらないことで勝負を挑んでくる。
ジミー
大山の愛犬。犬種はポインターで、狩猟犬としての腕はなかなかのもの。大五郎と大山の大人気ない紛争に付き合わされるが、飼い主以上に利口である。

## テレビアニメ
テレビアニメが『平成イヌ物語バウ』（へいせい - ものがたり - ）として、1993年10月14日から1994年9月22日まで、毎週木曜日19:30～19:58の時間帯でテレビ朝日系で放送された。エピソード数は全80話（放送回数は全40回）。ナレーションは堀内賢雄。メインスポンサーがタカラで、テレビ朝日系列では勇者シリーズ（キー局は名古屋テレビ）と同時期にタカラが2つのメインスポンサー番組を持つことになった。
テレビ朝日系列では1999年にASATSUと合併されるまで唯一、第一企画が制作したアニメ作品でもある。
地上波ゴールデンタイムでの放送に配慮し、大五郎の職業が当初から任侠団体の組長（ヤクザ）であることが説明されず、中小企業の社長（カタギ）とされた（ただし、TCエンターテインメントの作品説明ではヤクザと明記されている）。
最終回の結末は原作と異なり、バウとさやかが別離する幕引きとなっている。
次回予告のナレーションはさやか役の本多知恵子が担当し、予告の最後はバウ役の園部啓一の「バウッ!」のひと吼えで締められている。最終回ではEDの直後にバウとさやかがお別れの挨拶をし、クラッカーを打ち上げながら締められた。
本放送終了後、2008年10月から2009年7月までテレビ埼玉（テレ玉）で火曜日18:00～18:30枠にて再放送された。
また、アニメ映画化もされた。
映像ソフト化としてはVHS版がバップからリリースされたが、既に全巻廃盤となっている。2014年には『想い出のアニメライブラリー第20集』としてDVD-BOXがベストフィールドから発売され、第1話から第40話までを収録したPart1が5月30日に、第41話から最終話までを収録したPart2が6月27日にそれぞれ発売されている。2025年現在、Blu-ray版はリリースされていない。

### スタッフ
- 製作：本橋浩一
- 原作：テリー山本
- 企画・製作管理：両角孝保（第一企画）、本橋寿一
- 音楽：渡辺俊幸
- キャラクターデザイン：武内啓
- 美術監督：川井憲
- 営業管理：西国晃
- プロデューサー：太田賢司（テレビ朝日）、渡辺泰行（第一企画）、遠藤重夫
- 監督：加賀剛
- 音響監督：早瀬博雪
- 撮影監督：杉山幸夫
- 色彩設計：大平敬志
- 原画：スタジオ座円洞、スタジオコクピット、スタジオブーメラン、サンシャンコーポレーション
- 動画：スノーライト、ダイゾウプロダクション、サンシャンコーポレーション、スタジオ座円洞、スタジオコクピット、じゃんぐるじむ
- 動画チェック：比志島ゆき、佐藤久、清水依子、鈴木克彦、上野千夏、坂道一茂、砂原昭一
- 背景：アトリエローク、スタジオアクア、ムクオスタジオ
- 仕上：スタジオキリー
- 色指定：高橋直美
- 撮影：トランスアーツ
- 編集：名取信一、目黒広志
- ネガ編集：上遠野英俊
- 録音制作：音響映像システム
- 整音：青木正俊
- 効果：庄司雅弘（フィズサウンドクリエイション）
- 録音スタジオ：東北新社
- タイトル：道川昭
- 現像：IMAGICA
- 広報：丹波敦子→奥村彰浩（テレビ朝日）
- 制作デスク：牛山浩
- 制作進行：山下賢治、永井裕二、岩崎秀紀、大六野篤
- 演出助手：島津裕行
- 担当プロデューサー：佐藤賢一
- 制作：テレビ朝日、第一企画、日本アニメーション

### ネット局
| 放送対象地域  | 放送局           | 系列           | ネット形態 | 備考  |
| ------------- | ---------------- | -------------- | ---------- | ----- |
| 関東広域圏    | テレビ朝日       | テレビ朝日系列 | 制作局     |       |
| 北海道        | 北海道テレビ     | テレビ朝日系列 | 同時ネット |       |
| 青森県        | 青森朝日放送     | テレビ朝日系列 | 同時ネット |       |
| 宮城県        | 東日本放送       | テレビ朝日系列 | 同時ネット |       |
| 秋田県        | 秋田朝日放送     | テレビ朝日系列 | 同時ネット |       |
| 山形県        | 山形テレビ       | テレビ朝日系列 | 同時ネット |       |
| 福島県        | 福島放送         | テレビ朝日系列 | 同時ネット |       |
| 新潟県        | 新潟テレビ21     | テレビ朝日系列 | 同時ネット |       |
| 長野県        | 長野朝日放送     | テレビ朝日系列 | 同時ネット |       |
| 静岡県        | 静岡朝日テレビ   | テレビ朝日系列 | 同時ネット |       |
| 石川県        | 北陸朝日放送     | テレビ朝日系列 | 同時ネット |       |
| 中京広域圏    | 名古屋テレビ     | テレビ朝日系列 | 同時ネット |       |
| 近畿広域圏    | 朝日放送         | テレビ朝日系列 | 同時ネット |       |
| 広島県        | 広島ホームテレビ | テレビ朝日系列 | 同時ネット | [ 3 ] |
| 山口県        | 山口朝日放送     | テレビ朝日系列 | 同時ネット |       |
| 香川県 岡山県 | 瀬戸内海放送     | テレビ朝日系列 | 同時ネット |       |
| 高知県        | テレビ高知       | TBS系列        | 遅れネット | [ 4 ] |
| 福岡県        | 九州朝日放送     | テレビ朝日系列 | 同時ネット |       |
| 長崎県        | 長崎文化放送     | テレビ朝日系列 | 同時ネット |       |
| 熊本県        | 熊本朝日放送     | テレビ朝日系列 | 同時ネット |       |
| 大分県        | 大分朝日放送     | テレビ朝日系列 | 同時ネット |       |
| 鹿児島県      | 鹿児島放送       | テレビ朝日系列 | 同時ネット |       |

### 主題歌・挿入歌
- OP「大キライ!」
作詞：渡瀬マキ[5]、作曲：川添智久[5]、編曲：LINDBERG、須貝幸生、神長弘一/歌：LINDBERG
- ED1「二人きりで行こうよ」（～第30回）
作詞：渡瀬マキ、作曲：小柳昌法、編曲：LINDBERG、須貝幸生、神長弘一/歌：LINDBERG
- ED2「年がらノー天気」（第31回～）
作詞：AIKO、作曲：北村雅彦、編曲：加藤みちあき/歌：エド山口、バウ（園部啓一）
- 挿入歌「ふたりでパラダイス」
作詞：井上望、AIKO、作曲：塩塚博、編曲：加藤みちあき/歌：井上望、エド山口

### 放送リスト
| 回 | 放送日          | サブタイトル           | 脚本       | コンテ     | 演出     | 作画監督   |
| -- | --------------- | ---------------------- | ---------- | ---------- | -------- | ---------- |
| 1  | 1993年 10月14日 | 名犬?珍犬?イヌ登場     | 小松崎康弘 | 加賀剛     | 加賀剛   | 武内啓     |
| 1  | 1993年 10月14日 | 犬も歩けば犬神に当たる | 小松崎康弘 | 稲垣卓也   | 稲垣卓也 | 武内啓     |
| 2  | 10月21日        | マンガ家はつらいよ!    | 小松崎康弘 | 細田雅弘   | 細田雅弘 | 近藤優次   |
| 2  | 10月21日        | 犬浸入!学校パニック    | 小松崎康弘 | 細田雅弘   | 細田雅弘 | 近藤優次   |
| 3  | 10月28日        | イヌとワンパク三人組   | 雪室俊一   | 矢部秋則   | 矢部秋則 | 高橋英吉   |
| 3  | 10月28日        | 決定!君の名はバウだ    | 雪室俊一   | 矢部秋則   | 矢部秋則 | 高橋英吉   |
| 4  | 11月4日         | 仁義なきラーメン戦争   | 小松崎康弘 | 武藤裕治   | 武藤裕治 | 平山英嗣   |
| 4  | 11月4日         | 大騒動!悪夢の水族館    | 小松崎康弘 | 武藤裕治   | 武藤裕治 | 平山英嗣   |
| 5  | 11月11日        | 悲劇!犬の酔っぱらい    | 雪室俊一   | 斎藤次郎   | 斎藤次郎 | 武内啓     |
| 5  | 11月11日        | バウさやかの家に行く   | 雪室俊一   | 斎藤次郎   | 斎藤次郎 | 武内啓     |
| 6  | 11月18日        | バウの値は一千万円?    | 小松崎康弘 | 細田雅弘   | 細田雅弘 | 近藤優次   |
| 6  | 11月18日        | ドライブでおさわがせ   | 小松崎康弘 | 細田雅弘   | 細田雅弘 | 近藤優次   |
| 7  | 11月25日        | バウ、猿と共に逃げる   | 雪室俊一   | 矢部秋則   | 矢部秋則 | 高橋英吉   |
| 7  | 11月25日        | 地獄の猿山にバウ一匹   | 雪室俊一   | 矢部秋則   | 矢部秋則 | 高橋英吉   |
| 8  | 12月2日         | 強敵?ブーマーが来た    | 小松崎康弘 | 稲垣卓也   | 稲垣卓也 | 武内啓     |
| 8  | 12月2日         | 汗と涙のスキップ特訓   | 小松崎康弘 | 稲垣卓也   | 稲垣卓也 | 武内啓     |
| 9  | 12月9日         | 強いね!おばあちゃん    | 雪室俊一   | 武藤裕治   | 武藤裕治 | 平山英嗣   |
| 9  | 12月9日         | バウ、東京見物をする   | 雪室俊一   | 武藤裕治   | 武藤裕治 | 平山英嗣   |
| 10 | 12月16日        | 犬神家のボスは誰だ?    | 小松崎康弘 | 細田雅弘   | 細田雅弘 | 近藤優次   |
| 10 | 12月16日        | バウのハッピーX'マス   | 雪室俊一   | 細田雅弘   | 細田雅弘 | 近藤優次   |
| 11 | 1994年 1月6日   | 新春!バウの初夢騒動    | 小松崎康弘 | 斎藤次郎   | 斎藤次郎 | 武内啓     |
| 11 | 1994年 1月6日   | バウと風邪とたまご酒   | 小松崎康弘 | 斎藤次郎   | 斎藤次郎 | 武内啓     |
| 12 | 1月13日         | バウはコロッケが好き   | 雪室俊一   | 矢部秋則   | 矢部秋則 | 高橋英吉   |
| 12 | 1月13日         | 子猫が家にやって来た   | 雪室俊一   | 矢部秋則   | 矢部秋則 | 高橋英吉   |
| 13 | 1月20日         | 猫とチャーシューメン   | 雪室俊一   | 稲垣卓也   | 中西伸彰 | 武内啓     |
| 13 | 1月20日         | バウはスキーがお好き   | 雪室俊一   | 稲垣卓也   | 中西伸彰 | 武内啓     |
| 14 | 1月27日         | 鬼は外!節分は豆の味    | 小松崎康弘 | 武藤裕治   | 武藤裕治 | 平山英嗣   |
| 14 | 1月27日         | お見合いのおじゃま犬   | 小松崎康弘 | 武藤裕治   | 武藤裕治 | 平山英嗣   |
| 15 | 2月3日          | 追跡!さやかのデート    | 小松崎康弘 | 細田雅弘   | 細田雅弘 | 近藤優次   |
| 15 | 2月3日          | 雨々ふれふれバウ遊べ   | 小松崎康弘 | 細田雅弘   | 細田雅弘 | 近藤優次   |
| 16 | 2月10日         | むし歯とバレンタイン   | 雪室俊一   | 斎藤次郎   | 斎藤次郎 | 武内啓     |
| 16 | 2月10日         | さやかの風邪に大騒ぎ   | 雪室俊一   | 斎藤次郎   | 斎藤次郎 | 武内啓     |
| 17 | 2月17日         | 学芸会の主役はバウだ   | 小松崎康弘 | 山吉康夫   | 山吉康夫 | 高橋英吉   |
| 17 | 2月17日         | バウは空き巣の共犯者   | 小松崎康弘 | 山吉康夫   | 山吉康夫 | 高橋英吉   |
| 18 | 2月24日         | バウは泳ぎがジョーズ   | 池田眞美子 | 加賀剛     | 中西伸彰 | 武内啓     |
| 18 | 2月24日         | 楽しい悲しいひな祭り   | 池田眞美子 | 加賀剛     | 中西伸彰 | 武内啓     |
| 19 | 3月3日          | 傷だらけのバウの秘密   | 雪室俊一   | 武藤裕治   | 武藤裕治 | 平山英嗣   |
| 19 | 3月3日          | 特訓!バウの名犬教室    | 雪室俊一   | 武藤裕治   | 大町繁   | 平山英嗣   |
| 20 | 3月10日         | バウの食いしん坊地獄   | 池田眞美子 | 細田雅弘   | 細田雅弘 | 近藤優次   |
| 20 | 3月10日         | バウ、宇宙人とご対面   | 池田眞美子 | 細田雅弘   | 細田雅弘 | 近藤優次   |
| 21 | 3月17日         | バウとさやかの珍道中   | 雪室俊一   | 加賀剛     | 加賀剛   | 武内啓     |
| 21 | 3月17日         | 旅はつらいよ!田舎道    | 雪室俊一   | 加賀剛     | 加賀剛   | 武内啓     |
| 22 | 3月24日         | バウとカエルと蝶々と   | 池田眞美子 | 斎藤次郎   | 山吉康夫 | 高橋英吉   |
| 22 | 3月24日         | バウは犬のお巡りさん   | 池田眞美子 | 中西伸彰   | 山吉康夫 | 高橋英吉   |
| 23 | 4月14日         | 桜の下には何かある?    | 池田眞美子 | 中西伸彰   | 中西伸彰 | 武内啓     |
| 23 | 4月14日         | バウお花見でうかれる   | 池田眞美子 | 島津裕行   | 中西伸彰 | 武内啓     |
| 24 | 4月21日         | 警察犬バウの泥棒退治   | 小松崎康弘 | 松浦錠平   | 松浦錠平 | 山本泰一郎 |
| 24 | 4月21日         | バウの花粉症パニック   | 小松崎康弘 | 松浦錠平   | 松浦錠平 | 平山英嗣   |
| 25 | 5月5日          | お騒がせナイター見物   | 雪室俊一   | 細田雅弘   | 細田雅弘 | 近藤優次   |
| 25 | 5月5日          | バウ鯉のぼりを食べる   | 雪室俊一   | 細田雅弘   | 細田雅弘 | 近藤優次   |
| 26 | 5月12日         | 猟犬バウのサバイバル   | 池田眞美子 | 井上修     | 井上修   | 林桂子     |
| 26 | 5月12日         | バウCMスターになる     | 池田眞美子 | 井上修     | 井上修   | 山崎隆生   |
| 27 | 5月26日         | 家庭訪問はバウと共に   | 小松崎康弘 | 山吉康夫   | 山吉康夫 | 高橋英吉   |
| 27 | 5月26日         | バウ恋のお助けをする   | 小松崎康弘 | 山吉康夫   | 山吉康夫 | 高橋英吉   |
| 28 | 6月2日          | マンガ家とバウ再会?    | 雪室俊一   | 井上修     | 中西伸彰 | 武内啓     |
| 28 | 6月2日          | バウは天才ピアニスト   | 雪室俊一   | 中西伸彰   | 中西伸彰 | 武内啓     |
| 29 | 6月9日          | バウのサッカー大試合   | 雪室俊一   | 松浦錠平   | 松浦錠平 | 山崎隆生   |
| 29 | 6月9日          | 探偵バウ怪人物を追う   | 池田眞美子 | 松浦錠平   | 松浦錠平 | 平山英嗣   |
| 30 | 6月23日         | バウにおまかせ潮干狩   | 小松崎康弘 | 向中野義雄 | 太田弘   | 近藤優次   |
| 30 | 6月23日         | バウ、デパートに侵入   | 小松崎康弘 | 向中野義雄 | 太田弘   | 近藤優次   |
| 31 | 6月30日         | さやか犬じまんで勝負   | 雪室俊一   | 井上修     | 井上修   | 林桂子     |
| 31 | 6月30日         | バウ戦争ゲームで遊ぶ   | 池田眞美子 | 井上修     | 井上修   | 山崎隆生   |
| 32 | 7月7日          | サーカスの人気者バウ   | 池田眞美子 | 山吉康夫   | 山吉康夫 | 高橋英吉   |
| 32 | 7月7日          | バウとさやか別れの日   | 池田眞美子 | 山吉康夫   | 山吉康夫 | 高橋英吉   |
| 33 | 7月21日         | ゴルフの秘密兵器バウ   | 小松崎康弘 | 中西伸彰   | 中西伸彰 | 武内啓     |
| 33 | 7月21日         | バウの大そうじ大騒動   | 小松崎康弘 | 島津裕行   | 島津裕行 | 武内啓     |
| 34 | 8月4日          | 怪談!バウの幽霊学校    | 池田眞美子 | 松浦錠平   | 松浦錠平 | 平山英嗣   |
| 34 | 8月4日          | 食欲第一!バウの妄想    | 池田眞美子 | 松浦錠平   | 松浦錠平 | 山崎隆生   |
| 35 | 8月11日         | さやかの五百円玉騒動   | 小松崎康弘 | 向中野義雄 | 太田弘   | 近藤優次   |
| 35 | 8月11日         | 海の決闘!バウ対タコ    | 小松崎康弘 | 向中野義雄 | 太田弘   | 近藤優次   |
| 36 | 8月18日         | バウ、ツチノコを発見   | 池田眞美子 | 井上修     | 井上修   | 林桂子     |
| 36 | 8月18日         | 花火見物は船に乗って   | 池田眞美子 | 井上修     | 井上修   | 山崎隆生   |
| 37 | 8月25日         | 夏バテ犬プールで遊ぶ   | 小松崎康弘 | 山吉康夫   | 山吉康夫 | 高橋英吉   |
| 37 | 8月25日         | バウ桃太郎の国へ行く   | 小松崎康弘 | 山吉康夫   | 山吉康夫 | 高橋英吉   |
| 38 | 9月1日          | さやか手料理に初挑戦   | 池田眞美子 | 中西伸彰   | 中西伸彰 | 武内啓     |
| 38 | 9月1日          | バウ遊園地で大あばれ   | 池田眞美子 | 中西伸彰   | 中西伸彰 | 武内啓     |
| 39 | 9月8日          | たぬきのお宿は怖い宿   | 小松崎康弘 | 松浦錠平   | 松浦錠平 | 平山英嗣   |
| 39 | 9月8日          | バウ台風に大はしゃぎ   | 小松崎康弘 | 松浦錠平   | 松浦錠平 | 山崎隆生   |
| 40 | 9月22日         | バウと地震と大ナマズ   | 池田眞美子 | 細田雅弘   | 細田雅弘 | 近藤優次   |
| 40 | 9月22日         | バウ、風と共に去りぬ   | 池田眞美子 | 加賀剛     | 細田雅弘 | 近藤優次   |

| テレビ朝日系列 木曜19時台後半枠 | テレビ朝日系列 木曜19時台後半枠                                        | テレビ朝日系列 木曜19時台後半枠             |
| 前番組                          | 番組名                                                                 | 次番組                                      |
| ------------------------------- | ---------------------------------------------------------------------- | ------------------------------------------- |
| 特選!美味しいTV                 | 平成イヌ物語バウ 【当番組よりアニメ枠】 【当番組までテレビ朝日制作枠】 | 魔法陣グルグル（第1作） 【ここからABC制作】 |

## 映画版
平成イヌ物語バウ 原始イヌ物語バウ
東映アニメスペシャルの一つとして1994年8月20日公開。東映配給。同時上映は『らんま1/2 超無差別決戦!乱馬チームVS伝説の鳳凰』、『GS美神 極楽大作戦!!』。
上記の2作品がTV版の後日談なのに対し、本作は当時唯一の現役であり、TV版の方も翌月に最終回を迎えている。TV版とは異なり、原始時代が舞台となっている。

### 主題歌
- OP「大キライ!」（作詞：渡瀬マキ 作曲：川添智久 編曲：LINDBERG、須貝幸生、神長弘一 歌：LINDBERG）

TV版と同じだが、終盤は映画館になっている。また、大五郎・サブ・大五郎の母も登場している。
- ED「年がらノー天気」（作詞：AIKO 作曲：北村雅彦 編曲：加藤みちあき 歌：エド山口、バウ（園部啓一））

ED終了後、さやかが「平成（TV版）のバウもよろしくね」と語った後に締められた。

## ゲーム
平成イヌ物語バウ ポップンスマッシュ!!
スーパーファミコン用ゲームソフトとして1994年4月28日発売。開発はタカラ。4M。
ボールを当ててブロックを壊しながら、敵陣にボールを入れると勝ちという簡単なルールのスマッシュゲーム。ゴール前にあるブロックは2回ボールを当てないと壊れない。エアホッケー的なつくりではあるがコート内を自由に動き回れるため、対人プレイが盛り上がる。1人プレーの場合は主人公がバウになり、ストーリーを追いながら全70面をクリアしていく。ゲーム開始時に、ボールを打つラケットとして使う装備品を選択する。どれを選ぶかで必殺技の効果が変わる。